# Sudetoněmecký odboj proti nacismu

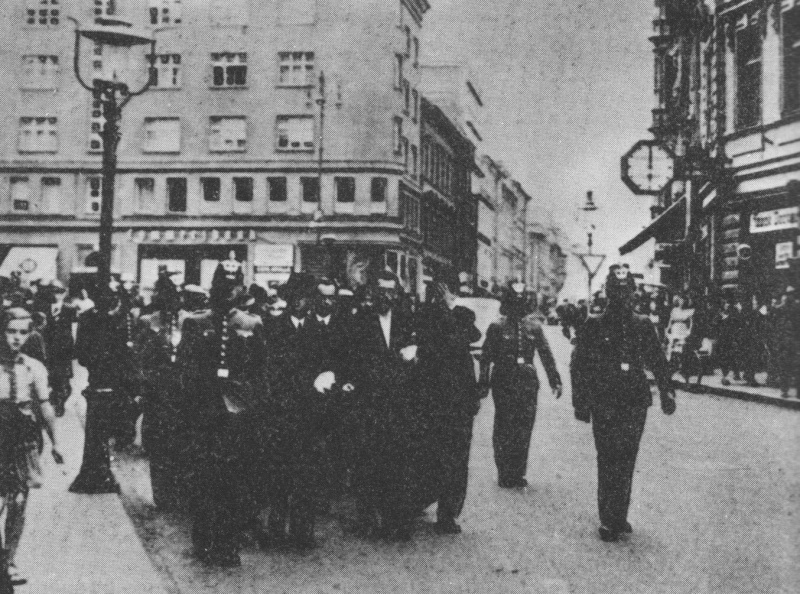
Německá policie v Chebu zatýká na podzim 1938 politicky nespolehlivé osoby z řad místních Němců

Také v obsazeném pohraničí ČSR působil protinacistický odboj, ať již aktivní, nebo pasivní. Vedle české menšiny uvízli v zabraném pohraničí také čeští Němci, kteří se nepřipojili k masové podpoře nacistické strany. Jednalo se v prvé řadě o místní sociální demokraty a komunisty, dále však také třeba o svědky Jehovovy a postupně i další názorové menšiny, které stály buď otevřeně proti politice nacistické strany, nebo ji odmítaly podporovat. Tito dosavadní českoslovenští občané nemohli z různých důvodů odejít do českého vnitrozemí. Prakticky hned po nacistickém záboru pohraničí začali být zatýkáni nebo společensky postihováni. O měsíc a půl později proběhla i v zabraném pohraničí Křišťálová noc a sudetští nacisté začali systematicky pronásledovat i místní židovskou menšinu.

## Historie
Leopold Grünwald, autor mnoha prací o dějinách Československa a odboji proti nacismu, uvádí, že po připojení Sudet k Německé říši uteklo několik desítek tisíc sudetoněmeckých antifašistů do neokupovaných částí ČSR, aby zde mohli pokračovat v odporu proti nacismu. Velká část z nich byla československými úřady vrácena zpět a vydána tak napospas nacistickým úřadům.[zdroj⁠?!]
Podle Grünwalda se okolo 7 000 německých antifašistů podařilo odejít do emigrace. Z těchto lidí bylo 5000 funkcionářů a členů DSAP, 1500 členů KSČ a 150 DDFp. Kurt R. Grossmann uvádí 5500 sudetoněmeckých exulantů, Peter Heumos jich uvádí pouze 3000. Hlavními přijímacími zeměmi byly Velká Británie a Švédsko. Mnoho z nich zůstalo bez státního občanství.
V říjnu 1938 bylo okolo 10 000 sudetoněmeckých antifašistů v nacistických vězeních a koncentračních táborech, koncem roku 1938 již okolo 20 000. Velká část z nich byli členové DSAP, KSČ a nezávislých odborových svazů. Kromě nich byli mezi postiženými i bývalí členové SdP, kteří se nehlásili k nacionálnímu socialismu (příznivci Othmara Spanna?).[zdroj⁠?!]

## Odbojové skupiny
Podle zmiňovaného Leopolda Grünwalda existovalo v Sudetech 185 odbojových skupin. V městských centrech existovala hustší síť skupin. V okrese Karlovy Vary existovala organizace „Meerwald“ s 15-20 buňkami, v okrese Děčín-Podmokly a Teplice-Šanov pracovalo mnoho různých skupin různého zaměření. Mezi největší a nejúspěšnější patřila skupina „Waltro“, působící v severních Čechách. Starala se o zajaté sovětské vojáky a měla na svědomí mnohé sabotážní akce proti železničním tratím. Zúčastnila se i ozbrojeného boje ve spolupráci se sovětskými partyzány. V Jizerských horách byla aktivita partyzánů natolik významná, že k jejímu potlačení byly poslány speciální jednotky pro potlačování odboje. Od začátku roku 1944 do května 1945 byla odbojová činnost nejsilnější.[zdroj⁠?!]

## Zpracování
V dřívějším pohledu české společnosti byli sudetští Němci považováni pouze za pátou kolonu nacismu. V prohlášení z 24. srpna 2005 ocenila česká vláda přínos sudetoněmeckých bojovníků v proti nacismu. Vláda se omluvila, že i proti některým těmto odpůrcům nacismu byla po druhé světové válce použita protiněmecká diskriminační opatření.
V roce 2006 vláda podpořila výzkumný projekt „Zapomenutí hrdinové“, ve kterém Ústav pro soudobé dějiny AV ČR ve spolupráci s Muzeem města Ústí nad Labem a Národním archivem, zkoumá aktivity sudetoněmeckého protinacistického odboje. Tento projekt měl ocenit jejich příspěvek k boji za demokracii.